# Droga wojewódzka 357
Die Droga wojewódzka 357 (DW 357) ist eine 52 Kilometer lange Droga wojewódzka (Woiwodschaftsstraße) in der polnischen Woiwodschaft Niederschlesien, die die Droga wojewódzka 352 in Radomierzyce mit der Droga wojewódzka 350 in Osiecznica verbindet. Die Strecke liegt im Powiat Zgorzelecki, im Powiat Lubański und im Powiat Bolesławiecki.

## Streckenverlauf
Woiwodschaft Niederschlesien, Powiat Zgorzelecki
-  Radomierzyce (Radmeritz) (DW 352)
-  Sulików (Schönberg/O.L.) (DW 355)

Woiwodschaft Niederschlesien, Powiat Lubański
-  Włosień (Heidersdorf) (DW 358)
- Zaręba (Lichtenau)
-  Lubań (Lauban) (DK 30, DW 296, DW 393)
- Radogoszcz  (Wünschendorf)
- Nawojów Łużycki (Sächsisch Haugsdorf, Sächsisch-Haugsdorf)

Woiwodschaft Niederschlesien, Powiat Bolesławiecki
- Nowogrodziec (Naumburg am Queis)
-  Zebrzydowa-Wieś (Neu Siegersdorf) (DK 94)
- Zebrzydowa (Siegersdorf)
- Nowa Wieś (Neundorf)
- Tomisław (Thommendorf)
-  Osiecznica (Wehrau) (DW 350)